# Happily Ever After
《Happily Ever After》是韓國男子音樂組合NU'EST所發行的第六張迷你專輯，也是暫停活動加入限定團體Wanna One的成員旼炫歸隊後正式回歸韓語樂壇的第一份正式作品。專輯於2019年4月29日發行，主打歌曲為〈BET BET〉。實體專輯以四種不同版本以及四種KIHNO版本發售。

## 背景
2019年3月28日Pledis娛樂於韓國時間零時，透過NU'EST官方SNS公開3張NU'EST成員旼炫個人單曲〈Universe〉的主題預告照片，並連續於3月31日、4月1日發布兩支預告片，其作為NU'EST睽違三年完全體專輯的先行曲與旼炫第一首個人韓國單曲，立即引起強烈回響。4月3日〈Universe〉正式發行。4月13日由PLEDIS娛樂正式確認，NU'EST將於4月內迎來時隔3年首次以5人完全體的形式發行專輯。4月12日-14日，NU'EST於首爾奧林匹克公園體操競技場舉行單獨演唱會〈Segno IN SEOUL〉，在14日的演唱會中由隊長JR證實回歸日期為4月29日，並於演唱會播放回歸預告片，大幅提高了粉絲的期望值。
4月15日韓國時間零時，PLEDIS娛樂透過官方Youtube頻道和SNS公開前導預告片及專輯名稱《Happily Ever After》，影片延續前作的夢幻謎樣風格，在《WHO, YOU》及《WAKE,N》預告片皆出現的鏡子再度出現，昭示貫穿作品時空的意圖，由水滴滴下將一名女子衣服快速由白轉黑，引發強烈的好奇心，最後出現的文字「2019.04.29」預示回歸時間。16日韓國時間零時，NU'EST官方SNS更新為新專輯風格並公布《Happily Ever After》概念宣傳網頁，主頁以新專輯《Happily Ever After》名稱與「第一章：A part of the story」開啟NU'EST世界的首篇，充滿張力的背景音聲，以繪本風格生動呈現五位騎士與女王間的神祕氛圍，激發大眾對於後續概念的想像空間。
4月17日韓國時間零時，NU'EST官方SNS公開專輯VER.1的官方個人預告照，精緻華麗的風格營造溫暖復古的童話世界效果。同日Dispatch亦公布與NAVER合作的專輯事前團體宣傳照，並在其SNS公布專輯事前宣傳影片。隨後PLEDIS娛樂公布專輯《Happily Ever After》一般版本與KIHNO版本各四種的實體專輯配置。18日韓國時間零時，NU'EST官方SNS公開專輯VER.2（Happily版）的官方個人預告照，透過優雅純潔的成熟情調表現其豐富多彩的魅力。
4月19日韓國時間零時，《Happily Ever After》概念宣傳網頁，主頁更新「第三章：A part of the story」圖片，以人物的逐漸遠離配合女王背後逐漸擴大的陰影，升起高度的討論。20日韓國時間零時，《Happily Ever After》概念宣傳網頁，主頁更新「第五章：A part of the story」圖片，一位騎士邁向宇宙空間，四位騎士在樹下沉睡，神秘宏偉的管絃樂聲，吸引注目。22日韓國時間零時，透過NU'EST官方SNS公開團體預告照VER.2，第一張展現溫暖的個性風，第二張則是柔和的休閒風。同日官方SNS亦公布於首爾麻浦區弘大入口站換乘通道放置新專輯《Happily Ever After》的專輯概念宣傳廣告。
4月23日韓國時間零時，NU'EST官方SNS公開新專輯《Happily Ever After》的曲目表，收錄了包括主打歌〈BET BET〉與先行曲〈Universe〉在內的7首歌曲，成員JR、白虎、旼炫各自參與了專輯歌曲的創作。此外亦將於4月29日在首爾龍山區Blue Square IMarket Hall，舉辦新專輯《Happily Ever After》的非公開媒體記者會。24日韓國時間零時，透過NU'EST官方Youtube頻道和SNS公開新專輯《Happily Ever After》的音源試聽共2分1秒，發表專輯內每首歌曲的精華片段，對於專輯多樣的風格與各曲的音樂性，已收到大眾對新專輯熱烈的回應。
4月25日韓國時間零時，透過NU'EST官方Youtube頻道和SNS公開新專輯《Happily Ever After》主打歌〈BET BET〉的18秒預告片1，如電影般細膩的畫面與神秘的音樂，預告此次致命魅力的回歸。26日韓國時間零時，再度釋出主打歌〈BET BET〉的26秒預告片2，時尚的造型與在空間中流動的故事性，以震撼的節奏旋律爆發獨一無二的吸引力。同日官方SNS亦公布於首爾中區忠武路站地下二樓的電影街展示特區放置新專輯《Happily Ever After》的專輯概念宣傳廣告。27日韓國時間零時，《Happily Ever After》概念宣傳網頁，主頁再度更新「第九章：A part of the story」圖片，帶來矛盾的情節發展，一方以紅色為基調的黑暗氣氛壟罩女王與五位騎士，另一方則是安寧祥和的藍色世界；激烈的反差使得大眾對於NU'EST世界的未來產生空前絕後的期待感。

## 正式發行
2019年4月3日韓國時間18時，NU'EST成員旼炫個人單曲〈Universe〉作為NU'EST第6張迷你專輯《Happily Ever After》先行曲，透過各大線上音樂網站發行音源並同時在官方Youtube頻道和SNS公開音樂錄影帶。4月29日，NU'EST第六張迷你專輯《Happily Ever After》於韓國時間18時正式透過數位音樂網站公開，PLEDIS娛樂透過官方Youtube頻道和SNS同時公開主打曲〈BET BET〉的音樂錄影帶，當天韓國時間16時NU'EST在首爾Blue Square IMarket Hall舉行專輯紀念媒體發布會。
在眾多知名歌手回歸的4月，主打歌〈BET BET〉音源公開後在Mnet、NAVER MUSIC、Soribada、Bugs等實時榜單排名第一，取得四榜一位的佳績，在最大的音源網站Melon最高排名十五，收錄曲音源亦全部進入各大榜單的上位圈，在搜尋排行榜上持續高階排名。於實體唱片銷售網站HANTEO排行榜、Synnara唱片行、HOTTRACKS唱片行等達成從一周排行榜到實時排行榜皆佔據了一位的銷售紀錄。此外《Happily Ever After》在十三個海外國家iTunes Top專輯排行榜獲得一位，發行後僅一天便登上全世界iTunes專輯排行榜四位，成為前五名當中唯一的韓國專輯受到矚目。首週（2019.04.29~2019.05.05）實體專輯銷售成績於HANTEO銷量榜為221,364張，打破自身分隊銷量最高紀錄並且成為韓國2019年第三組首週實體專輯銷量超過20萬張的藝人[131]。第二周（2019.05.06~2019.05.12）實體專輯銷售成績於HANTEO銷量榜為21,215張，首度成為實體專輯銷售兩周冠軍。此外，《Happily Ever After》分別登上2019年第18週（2019.04.28~2019.05.04）Gaon Chart專輯榜、單曲榜及音源下載排行榜的首位，成為三冠王[132]。
5月8日，NU'EST於MBC《SHOW CHAMPION》憑 〈BET BET〉奪得出道八年來第一個完整體音樂節目一位，以2611天成為出道最長時間獲得一位的韓國團體[133]。5月9日，於Mnet《M Countdown》藉滿分11,000分成為該節目第五組以滿分獲得一位的藝人[134]。5月10日，在KBS《Music Bank》取得本次回歸第三個一位，也是完整體的第一個無線台一位，使得此獎項意義更加重大。宣傳期結束後，〈BET BET〉再度於5月22日的MBC《SHOW CHAMPION》榮膺一位，成為NU'EST第一首三台冠軍歌曲與雙周冠軍歌曲，以四個一位在競爭激烈的韓國樂壇中展現亮眼的優異成績[141]。

## 專輯概要
《Happily Ever After》是NU'EST第六張迷你專輯，其中包含七首歌曲，主打歌為〈BET BET〉，先行曲則是成員旼炫於4月3日發行之個人單曲〈Universe〉。此次專輯的關鍵字為「幸福」，睽違三年的完整體新專輯展現只有NU'EST才能傳達的獨特魅力與成長，從視覺、音樂性到表演都呈現完美的豐富色彩，期望能為成員彼此與粉絲帶來從此只有幸福快樂的NU'EST世界。
專輯名稱《Happily Ever After》包含「 從此以後一直幸福快樂下去」的意義。專輯中每首歌曲都具有自己的故事，按照專輯順序聆聽亦能串連成一個完整的童話世界，希冀為每個人帶來幸福快樂的永恆亞特蘭提斯。主打歌〈BET BET〉以未來貝斯（Future bass）與節奏藍調（R&B）為基礎體裁，強烈旋律的多層次低音元素與慢節奏曲風，成功地以合成器創造夢幻迷醉的閃爍琶音，融合成員們多彩魅惑的人聲，全曲呈現宏偉明亮的空間殘響感，打磨出專屬於NU'EST的音樂律動實境；歌曲訴說著向深愛的「你」賭上自己的一切，充滿了NU'EST的自信與性感；在舞蹈方面，全曲每個節拍都有其相對應的舞蹈動作，跪地的膝蓋舞與指向心臟的手槍手勢是本次編舞的最大亮點，並以整齊有力的跳躍舞步令人印象深刻。
收錄曲〈Segno〉連繫小分隊NU'EST W前作《WAKE,N》收錄之管弦樂曲〈Dal Segno〉，「Dal Segno」是一種樂譜符號，代表樂章演奏的往返回復；因此〈Segno〉一曲寄有「回到最初」的寓意，承諾NU'EST在重歸完整體後，將會不忘初心攜手努力再出發。歌曲中以往復返還的簡潔曲調呈現主題，同時五人環環相扣的舞蹈展示無法分離的緊密，特殊的是在舞蹈當中加入過去歌曲的重點編舞元素，展現成軍七年多的深長羈絆。（JR：〈Overcome〉，Aron：〈Look〉，白虎：〈Hello〉，旼炫：〈Love Paint〉，Ren：〈沒有愛的愛情〉。）對於NU'EST五人的齊心合力，粉絲以出道曲〈FACE〉的應援詞重現於〈Segno〉應援詞作為呼應支持。
收錄曲〈Talk about love〉在本張專輯中是曲風最活潑的一首歌，為FAN SONG，希望能為粉絲帶來好心情。〈Fine〉則具有多重寓意，以和平和諧的烏托邦作為歌曲背景，傳達希望深愛之人（粉絲）能過著幸福快樂的生活；本曲的音樂MV附續於主打歌〈BET BET〉之後，兩首歌曲的視覺意象結合，更完整地呈現全專的核心意念。〈Universe〉由成員旼炫作詞，以悲傷的氛圍，期望喜歡著自己的人能更加幸福的心情，完成了創作。

## 發行版本
實體專輯以四種版本（Once upon a time、Happily、Ever After、Q）的一般專輯以及KIHNO專輯發售。
| 實體專輯版本 | 實體專輯配置 |
| 一般專輯     | - 專輯寫真書（88頁），155mm x 210mm（全版本4種） - 隨機寫真小卡2張，全10種，55mm x 85mm（全版本40種） - 隨機CD版面設計1種，全5種（全版本20種） - [初回限定贈品] 隨機插畫明信片1張，110mm x 150mm（全版本5種） - [初回限定贈品] 貼紙1張，80mm x 40mm（全版本4種） - [初回限定贈品] ENDING PAGE PAPER 1張，80mm x 120mm（全版本4種） - [初回限定贈品] 隨機海報1張，420mm x 594mm（全版本6種） |
| KIHNO專輯    | - 專輯包裝，110mm x 156mm - KIHNO卡1種，60mm x 60mm - 寫真卡31張，74mm x 105mm - 隨機明信片2張，104mm x 154mm（全版本6種） - 專輯銷量：270,371+[142] |

## 曲目
| 曲序     | 曲目                                    |                         | 作曲                               | 编曲                         | 时长  |
| -------- | --------------------------------------- | ----------------------- | ---------------------------------- | ---------------------------- | ----- |
| 1.       | Segno（Once upon a time）               | 白虎, JR, BUMZU         | BUMZU, 白虎, 박기태（PRISMFILTER） | BUMZU, 박기태（PRISMFILTER） | 3:30  |
| 2.       | BET BET（They met their fate）          | 白虎, JR, BUMZU         | BUMZU, 白虎, Royal Dive            | Royal Dive                   | 3:23  |
| 3.       | BASS（Under the spell）                 | 白虎, JR, BUMZU         | BUMZU, 白虎                        | BUMZU, Anchor                | 3:12  |
| 4.       | Talk about love（Dawn merged into day） | 白虎, JR, BUMZU         | BUMZU, 白虎, Anchor（PRISMFILTER） | Anchor（PRISMFILTER）        | 3:12  |
| 5.       | Different（Then they said）             | 白虎, JR, BUMZU         | BUMZU, 白虎, 박기태（PRISMFILTER） | 박기태（PRISMFILTER）        | 3:10  |
| 6.       | Fine（Happily ever after）              | 白虎, JR, BUMZU         | BUMZU, 白虎                        | BUMZU                        | 3:33  |
| 7.       | Universe（On the long journey）         | 旼炫, BUMZU, Seo Ji Eom | BUMZU, 박기태（PRISMFILTER）       | BUMZU, 박기태（PRISMFILTER） | 3:22  |
| 总时长： | 总时长：                                | 总时长：                | 总时长：                           | 总时长：                     | 23:22 |

### 音樂節目榜單
| 主打歌曲成績 | 主打歌曲成績         | 主打歌曲成績       | 主打歌曲成績          | 主打歌曲成績    | 主打歌曲成績        | 主打歌曲成績               |
| 歌曲         | Mnet《M! Countdown》 | KBS2《Music Bank》 | MBC《Show! 音樂中心》 | SBS《人氣歌謠》 | SBS MTV《THE SHOW》 | MBC Music《Show Champion》 |
| ------------ | -------------------- | ------------------ | --------------------- | --------------- | ------------------- | -------------------------- |
| BET BET      | 1                    | 1                  | 2                     | 7               | 無宣傳不排名        | (1)                        |

## 音樂錄影帶
| 首播日期       | 歌名                                                                 |
| -------------- | -------------------------------------------------------------------- |
| 2019年4月3日   | Universe（页面存档备份，存于）                                       |
| 2019年4月29日  | BET BET（页面存档备份，存于）                                        |
| 2019年4月30日  | BET BET 應援版（页面存档备份，存于）                                 |
| 2019年5月6日   | BET BET 舞蹈版（页面存档备份，存于）                                 |
| 2019年5月17日  | Talk about love（页面存档备份，存于）                                |
| 2019年5月18日  | BET BET 練習室 Winning #1 版                                         |
| 2019年11月22日 | BASS 2019 NU'EST FAN MEETING 'L.O.Λ.E PAGE' 版（页面存档备份，存于） |

## 發行歷史
| 地區 | 日期          | 格式         | 廠牌                               |
| ---- | ------------- | ------------ | ---------------------------------- |
| 韓國 | 2019年4月29日 | CD、數位下載 | Pledis娛樂 Stone Music GENIE MUSIC |